# James Franklin Bell
‎
James Franklin Bell, ameriški general in odvetnik, * 9. januar 1856, Shelbyville, Kentucky, † 8. januar 1919, New York.